# Khaled Zeïri
Khaled Zeïri, né le 25 août 1986 à Tunis, est un footballeur tunisien évoluant au poste de défenseur avec le Football Club Hammamet.

## Biographie
En avril 2009, il part pendant trois jours en Allemagne pour effectuer des tests de recrutement avec le club du VfL Wolfsburg ; le départ de Felix Magath du club annule toutefois un possible transfert.
Le 4 octobre 2009, il se blesse durant un match du championnat national contre l'Avenir sportif de Kasserine (fracture du radius et du cubitus de l'avant-bras gauche) ; il est contraint de s'absenter pendant au moins un mois. Le 26 octobre, il enlève son plâtre et commence la période de réhabilitation.
Le 9 août 2010, il signe un contrat de trois ans avec le Club africain.

## Clubs
- 2006-août 2010 : Stade tunisien (Tunisie)
- août 2010-juillet 2011 : Club africain (Tunisie)
- juillet 2011-août 2012 : Union sportive monastirienne (Tunisie)
- août 2012-août 2013 : Stade gabésien (Tunisie)
- août 2013-juillet 2014 : El Gawafel sportives de Gafsa (Tunisie)
- juillet 2014-septembre 2015 : Avenir sportif de Kasserine (Tunisie)
- septembre-décembre 2015 : El Gawafel sportives de Gafsa (Tunisie)
- septembre 2015-août 2016 : Avenir sportif de Kasserine (Tunisie)
- depuis août 2016 : Football Club Hammamet (Tunisie)

## Palmarès
- Coupe nord-africaine des clubs champions :
  - Vainqueur : 2010 avec le Club africain